# Mięsień zginacz krótki palca małego (stopa)

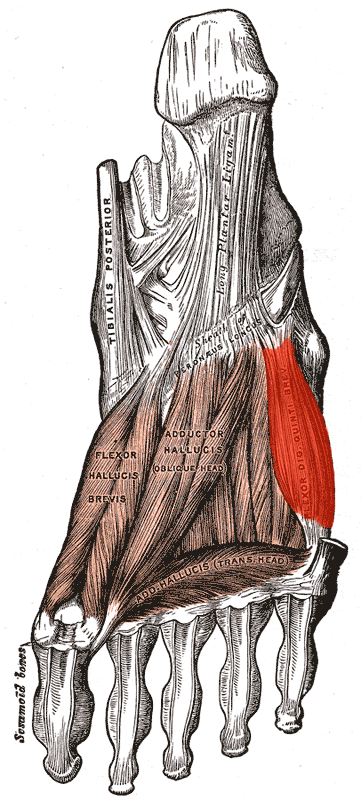
Mięsień zginacz krótki palca małego oznaczony na czerwono

Mięsień zginacz krótki palca małego (łac. musculus flexor digiti minimi brevis) – w anatomii człowieka mały, okrągławy mięsień stopy należący do mięśni wyniosłości bocznej, leżący w warstwie trzeciej mięśni podeszwy. Przyczep początkowy ma na podstawie V kości śródstopia, przylegającej pochewce ścięgna mięśnia strzałkowego długiego i na więzadle podeszwowym długim. Przebiega po powierzchni podeszwowej V kości śródstopia, częściowo przykryty mięśniem odwodzicielem palca małego, zrasta się z mięśniem międzykostnym podeszwowym III. Ku przodowi jego włókna zbiegają się i przechodzą w ścięgno, kończące się na bocznej powierzchni podstawy paliczka bliższego palca małego. Czasem odłącza się od niego część, wyróżniana wtedy jako osobny mięsień przeciwstawiacz palca małego.
Unaczyniony jest przez tętnicę podeszwową boczną, a unerwiony przez nerw podeszwowy boczny (S1–2).
Mięsień ten zgina mały palec w stawie śródstopno-paliczkowym. Poza tym, dzięki przyczepowi do więzadła podeszwowego długiego, wzmacnia podłużne sklepienie stopy.